# Венгерский, Вадим Владимирович
Вадим Владимирович Венгерский (19 августа 1932 года, Ташкент, УзбССР, СССР — 14 июля 1989 года, Москва, РСФСР, СССР) — советский учёный, специалист в области физико-технических проблем энергетических установок ракетной техники, лауреат Ленинской (1965) и Государственной (1976) премий, член-корреспондент АН СССР (1981).

## Биография
Родился 19 августа 1932 году в Ташкенте Узбекской ССР в семье служащих.
В 1956 году — окончил Московское высшее техническое училище имени Баумана, специальность «машиностроение».
После окончания ВУЗа был направлен на работу в НИИ-125 (с 1966 года — Научно-исследовательский химико-технологический институт, а в настоящее время — Федеральный центр двойных технологий «Союз»), где прошёл путь от инженера лаборатории до заместителя директора института по опытно-конструкторским и проектным работам (с 1967 по 1989 годы).
В 1966 году — защитил кандидатскую, а в 1973 году — докторскую диссертации; в 1977 году ему присуждено учёное звание профессора.
В 1981 году — был избран в члены-корреспонденты АН СССР по Отделению физико-технических проблем энергетики (специальность «энергетическое и электротехническое машиностроение»).
Погиб в ДТП 14 июля 1989 года, похоронен на Кунцевском кладбище Москвы.
В 2007 году, к 75-летию со дня рождения, на здании Федерального центра двойных технологий «Союз», где он работал, установлена мемориальная доска.

### Семья
- младший брат — Венгерский Эдуард Владимирович (род. 1.8.1936), лауреат Премии Правительства Российской Федерации, член-корреспондент РАЕН;
- жена по первому браку — Венгерская Неонила Александровна (р. 1931 г.);
- жена — Калинина Нина Николаевна (1925—1988), ведущий инженер Московского института теплотехники, лауреат Государственной премии СССР[3];
- дочери — Быстрова (урожд. Венгерская) Елена Вадимовна (р. 1953 г.) и Венгерская Галина Вадимовна (р. 1958) — обе детские врачи.

## Научная деятельность
Специалист в области физико-технических проблем энергетических установок ракетной техники.
Принимал участие в разработке заряда к двигателям ракет комплексов «Темп-С», «Темп-2С», «Пионер», принимал участие в создании твердотопливной баллистической ракеты подводных лодок Р-39, предназначенной для размещения на тяжёлых ракетных подводных крейсерах стратегического назначения проекта 941 «Акула».
Основные результаты исследований:
- разработка основных теоретических и технических принципов создания высокоэффективных энергетических установок на твердом топливе, их основополагающих проектно-конструкторских решений;
- исследования в области тепломассообмена высокотемпературного химически активного газа с разлагающимися теплозащитными покрытиями стенок камер сгорания;
- исследования температурных полей в многослойных конструкциях сложной формы из полимерных композиционных материалов, исследования теплофизических характеристик конструкционных теплозащитных материалов и твердых топлив;
- разработка уникальных экспериментальных установок для теплофизических исследований.

Член бюро Научного совета АН СССР по мощной импульсной энергетике (с 1985 года), Совета по координации научной деятельности Отделения физико-технических проблем энергетики АН СССР (с 1987), Научного совета АН СССР по комплексной проблеме «Методы прямого преобразования тепловой энергии в электрическую» (с 1986), Межведомственного научно-координационного совета по комплексной проблеме «Использование магнитных полей высоких энергий» (с 1986); член редколлегии журнала «Теплофизика высоких температур» (с 1986).

## Награды
- Орден Трудового Красного Знамени (1971)
- Ленинская премия в области науки и техники (в составе группы, за 1965 год) — за создание подвижного ракетного комплекса «Темп-С»
- Государственная премия СССР (в составе группы, за 1976 год) — за создание специальной техники
- Золотая медаль ВДНХ (1976)
- Серебряная медаль ВДНХ (1973)